# Jan Szarowicz
Jan Szarowicz (ur. 2 grudnia 1895 w Lovis, zm. 17–21 kwietnia 1940 w Kalininie) – starszy przodownik Policji Województwa Śląskiego, ofiara zbrodni katyńskiej.

## Życiorys
Urodził się 2 grudnia 1895 w Lovis, w ówczesnym Kraju Koronym Świętego Stefana, w rodzinie Stanisława i Wiktorii z Gąsiorów. Był starszym bratem Józefa (1898–1940), legionisty, funkcjonariusza Policji Województwa Śląskiego, zamordowanego w Kalininie.
21 sierpnia lub we wrześniu 1914 wstąpił do Legionu Śląskiego w Cieszynie . Po złożeniu przysięgi w Mszanie Dolnej, został wcielony do 2. kompanii 3 Pułku Piechoty. Od maja 1915 służył w 2. szwadronie 2 Pułku Ułanów .
Od 1 listopada 1923 służył w Policji Województwa Śląskiego . W latach 1934–1939 był komendantem Posterunku Pogotowia w Komisariacie Bielsko. Na stopień starszego posterunkowego został mianowany 1 maja 1926, a na stopień przodownika 1 stycznia 1928 .
W czasie kampanii wrześniowej 1939 dostał się do sowieckiej niewoli. Przebywał w obozie w Ostaszkowie. Między 17 a 21 kwietnia 1940 został zamordowany przez funkcjonariuszy NKWD w Kalininie (obecnie Twer) i pogrzebany w Miednoje. Od 2 września 2000 spoczywa na Polskim Cmentarzu Wojennym w Miednoje.
Postanowieniem nr 112-52-07 Prezydenta RP Lecha Kaczyńskiego z 5 października 2007 został awansowany pośmiertnie na stopień aspiranta Policji Państwowej. Awans został ogłoszony 10 listopada 2007 w Warszawie, w trakcie uroczystości „Katyń Pamiętamy – Uczcijmy Pamięć Bohaterów”.

## Ordery i odznaczenia
- Krzyż Niepodległości – 15 kwietnia 1932 „za pracę w dziele odzyskania niepodległości”[5]
- Medal Pamiątkowy za Wojnę 1918-1921 „Polska Swemu Obrońcy”[2]
- Medal Dziesięciolecia Odzyskanej Niepodległości[2]
- Brązowy Medal za Długoletnią Służbę[2]
- Krzyż Wojskowy Karola[4]